# Pietro Ciriaci
Pietro Ciriaci (Rome, 2 december 1885 - aldaar, 30 december 1966) was een Italiaans geestelijke en kardinaal van de Rooms-Katholieke Kerk.
Ciriaci bezocht het Pauselijk Romeins Seminarie en studeerde vervolgens aan het Pauselijk Athenaeum San Apollinare, waar hij promoveerde in de filosofie, de theologie en het canoniek recht. Hij werd op 18 december 1909 priester gewijd en droeg zijn eerste H. Mis op in de Santa Maria Liberatrice a Monte Testaccio. Hij werd kapelaan in de parochie van San Rocco en hoogleraar ethiek aan het Athenaeum San Apollinare. Van 1914 tot 1926 was hij grifier bij de Apostolische Penitentiarie. Hij werd ook secretaris bij de eerste afdeling van het Staatssecretariaat van de Heilige Stoel. In 1918 benoemde paus Benedictus XV hem tot buitengewoon pauselijk kamerheer en in 1921 werd hij ondersecretaris van eerste afdeling.
Paus Pius XI benoemde hem in 1928 tot apostolisch nuntius in Tsjechoslowakije en tot titulair aartsbisschop van Tarso. Hij werd in de San Lorenzo in Lucina tot bisschop gewijd door de kardinaal-staatssecretaris Pietro Gasparri. In 1934 werd hij nuntius in Portugal. Hier zou hij bijna twintig jaar blijven.
Ciriaci werd tijdens het consistorie van 12 januari 1953 kardinaal gecreëerd. De Santa Prassede werd zijn titelkerk. Hij werd benoemd tot prefect van de H. Congregatie voor het Concilie en een jaar later ook nog tot president van de Pauselijke Commissie voor de Authentieke Interpretatie van het Canoniek Recht.
Kardinaal Ciriaci nam deel aan het conclaaf van 1958 waarbij Angelo kardinaal Roncalli werd gekozen als paus Johannes XXIII en aan het conclaaf van 1963 dat leidde tot de verkiezing van paus Paulus VI. Hij opteerde in 1964 voor de titelkerk van San Lorenzo in Lucina.
Hij overleed in 1966. Paus Paulus VI ging zelf voor in de requiemmis in de San Lorenzo in Lucina, waar zijn lichaam werd bijgezet in de eerste zijkapel aan de rechterkant van de basiliek.
- Gemeinsame Normdatei: 1059781921
- International Standard Name Identifier: 0000 0000 6155 3531
- Nationale Bibliotheek van Tsjechië: kpwa5997
- Istituto Centrale per il Catalogo Unico: SBLV234224
- Virtual International Authority File: 84468469
- WorldCat: E39PBJwdbCQcDYKtq4RPMVBwYP